# 제27회 서울독립영화제
제27회 서울독립영화제는 2001년 12월 1일에 열린 시상식이다.

## 수상 및 후보

### 대상
- 굿 로맨스 - 이송희일 수상

### 최우수작품상
- 8849m - 고영민 수상

### 우수작품상
- 친구 - 류미례 수상
- 뻑큐멘터리 - 박통진리교 - 최진성 수상
- 탐폰 설명서 - 성새론 수상

### 집행위원회특별상
- 마우스 위드아웃 테일 - 박원철 수상

### 독불장군상
- 주민등록증을 찢어라! - 이마리오 수상

### 관객상
- 작별 - 황윤 수상